# Sphinx formosana
Sphinx formosana is een vlinder uit de familie van de pijlstaarten (Sphingidae). De wetenschappelijke naam van de soort werd in 1970 gepubliceerd door Riotte.